# Lougbissé
Lougbissé est une localité située dans le département de Komki-Ipala de la province du Kadiogo dans la région Centre au Burkina Faso.  En 2006, cette localité comptait 400 habitants dont 50,3 % de femmes.